# Лиепнинская волость
Лиепнинская волость или Лиепненская волость (латыш. Liepnas pagasts) — одна из шестнадцати территориальных единиц Алуксненского края Латвии. Находится на юго-востоке края. Граничит с Малупской, Яуналуксненской и Педедзенской волостями своего края, Викснинской и Жигурской волостями Балвского края, а также с Палкинским и Печорским районами Псковской области Российской Федерации.
Крупнейшими населёнными пунктами волости являются сёла: Лиепна (волостной центр), Адамова, Айзгарша, Айзупе, Берзупе, Бриежударзс, Демшас, Доктас, Горнасти, Калвене, Крути, Кудинава, Межария, Полсас, Предулева, Пурнава, Сайдес, Силс, Сприндули, Страути, Сурикава.
Через Лиепнинскую волость проходит региональная автодорога P42 (Виляка — Зайцево — российская граница), которая в районе села Лиепна пересекается с дорогой P41 (Алуксне — Лиепна).
В селе Лиепна находятся церкви главных латвийских конфессий: лютеранская, католическая и православная.
По территории волости протекают реки: Берзупите, Лиепна, Меднюсала, Пердея, Сайдупе, Варупка, Ворожа. Крупные озёра: Лиепницас, Лиелайс Юдиню, Мазайс Юдиню, Рутку, Апсес.

## История
Нынешняя Лиепнинская волость была сформирована на землях Лиепнинского, Францископольского, Катлешского и Кудупского поместий. В 1935 году в Лиепнинской волости Яунлатгальского уезда проживало 4768 жителей на площади 324,45 км².
В 1945 году в Лиепнинской волости были созданы Берзиньский, Доктский, Куправский, Лиепненский и Суриковский сельские советы (в 1946—1949 годах в составе Вилякского уезда). После отмены в 1949 году волостного деления Лиепненский сельсовет входил поочерёдно в состав Абренского (1949—1959), Алуксненского (1959—1962, 1967—2009) и Балвского (1962—1967) районов.
В 1951 году к территории Лиепненского сельсовета были присоединены ликвидированные Берзиньский и Суриковский сельсоветы. В 1954 году — Доктский сельсовет. В 1959 году территория ликвидированного колхоза «Победа» Куправского сельсовета, с последующей в 1960 году её передачей в состав Николаевского сельского совета.
В 1990 году Лиепненский сельсовет был реорганизован в волость. В 2009 году, по окончании латвийской административно-территориальной реформы, Лиепнинская волость вошла в состав Алуксненского края.